# District de Tiefeng
Le district de Tiefeng (铁锋区 ; pinyin : Tiěfēng Qū) est une subdivision administrative de la province du Heilongjiang en Chine. Il est placé sous la juridiction de la ville-préfecture de Qiqihar.